# Phyllophaga hirtifrons
Phyllophaga hirtifrons är en skalbaggsart som beskrevs av Moser 1921. Phyllophaga hirtifrons ingår i släktet Phyllophaga och familjen Melolonthidae. Inga underarter finns listade i Catalogue of Life.